# Tatsuo Satō
Tatsuo Satō (佐藤 竜雄, Satō Tatsuo, 7 juli 1964) is een Japanse anime-regisseur die vooral bekend is van Martian Successor Nadesico.

## Films en anime
- Martian Successor Nadesico
- Martian Successor Nadesico: The Motion Picture – Prince of Darkness
- Cat Soup
- Shingu: Secret of the Stellar Wars
- Stellvia
- Ninja Scroll: The Series
- Tokyo Tribe 2
- Shigofumi: Letters from the Departed
- Bodacious Space Pirates[1]
- Lagrange: The Flower of Rin-ne (als hoofdregisseur)
- Madan no Ō to Vanadis
- Atom: The Beginning